# Indiscreta (película de 1958)
Indiscreta (Indiscreet) es una película de comedia romántica británica en tecnicolor de 1958 dirigida por Stanley Donen y protagonizada por Cary Grant e Ingrid Bergman en la que una actriz se enamora de un hombre al que cree casado y que le está ocultando su soltería.
La película está basada en la pieza de teatro de 1953 Kind Sir, de Norman Krasna. Supuso la segunda reunión de Bergman y Grant después de Notorious (1946) de  Alfred Hitchcock, y fue una de las primeras películas en popularizar el uso artístico de la técnica de pantallas divididas.

## Sinopsis
Anna Kalman es una exitosa actriz de teatro con sede en Londres, y ha perdido la esperanza de encontrar al hombre de sus sueños. Por su cuñado, Anna conoce a un guapo economista, Philip Adams (Cary Grant), y se enamoran.
Sin embargo, él le está ocultando algo importante. Mientras que algún hombre casado pretende ser soltero para cortejarla, Philip es un soltero que pretende estar casado, para no comprometerse. Cuando Anna se entera del engaño, se pone furiosa y elabora un plan para devolverle la jugada. Sin embargo, después de aclarar malentendidos planean casarse.

## Reparto
- Cary Grant - Philip Adams
- Ingrid Bergman - Anna Kalman
- Cecil Parker - Alfred Munson
- Phyllis Calvert - Margaret Munson
- David Kossoff - Carl Banks
- Megs Jenkins - Doris Banks

## Producción
Originalmente se anunció que la película se realizaría con Marilyn Monroe o con Jayne Mansfield, y con Clark Gable como la estrella masculina.